# Патрік Педерсен
Патрік Педерсен (дан. Patrick Pedersen; нар. 25 листопада 1991, Хіртсхалс) — данський футболіст, нападник ісландського клубу «Валюр».
Виступав, зокрема, за клуб «Вікінг».
Володар Кубка Ісландії. Дворазовий чемпіон Ісландії. Володар Суперкубка Ісландії. Володар Кубка ісландської ліги. Володар Кубка Молдови.

## Ігрова кар'єра
Народився 25 листопада 1991 року в місті Хіртсхалс. Вихованець футбольної школи клубу Hirtshals BK.
У дорослому футболі дебютував 2011 року виступами за команду «Вендсюссель», в якій провів два сезони, взявши участь у 20 матчах чемпіонату.
Згодом з 2013 по 2015 рік грав у складі команд «Валюр», «Вендсюссель» та «Валюр».
Своєю грою за останню команду привернув увагу представників тренерського штабу клубу «Вікінг», до складу якого приєднався 2016 року. Відіграв за команду зі Ставангера наступний сезон своєї ігрової кар'єри. Більшість часу, проведеного у складі «Вікінга», був основним гравцем атакувальної ланки команди.
Протягом 2017—2019 років захищав кольори клубів «Валюр» та «Шериф».
До складу клубу «Валюр» приєднався 2019 року. Станом на 9 жовтня 2022 року відіграв за рейк'явіцьку команду 68 матчів в національному чемпіонаті.

## Титули і досягнення
- Володар Кубка Ісландії (1):

«Валюр»: 2015
- Чемпіон Ісландії (3):

«Валюр»: 2017, 2018, 2020
- Володар Суперкубка Ісландії (1):

«Валюр»: 2018
- Володар Кубка ісландської ліги (3):

«Валюр»: 2018, 2023, 2025
- Володар Кубка Молдови (1):

«Шериф»: 2018–2019